# Halalaimus zenkevitshi
Halalaimus zenkevitshi är en rundmaskart som beskrevs av Nikolai Nikolaievich Filipjev 1927. Halalaimus zenkevitshi ingår i släktet Halalaimus och familjen Oxystominidae. Inga underarter finns listade i Catalogue of Life.